# Trigonospora khamptorum
Trigonospora khamptorum là một loài dương xỉ trong họ Thelypteridaceae. Loài này được Irudayaraj & Manickam mô tả khoa học đầu tiên năm 1996.
Danh pháp khoa học của loài này chưa được làm sáng tỏ. 